# Snookeroo
«Snookeroo» — песня, написанная Элтоном Джоном и Берни Топином для альбома Ринго Старра 1974 года Goodnight Vienna. Кроме альбома, в 1975 была выпущена лейблом Apple Records на сингле, американский вариант которого в чарте синглов США Billboard Hot 100 поднялся до 3-го места.

## О песне
Песня, в которой описывается беспечный гуляка из северной Англии, была написана о самом Старре. Берни Топин, вспоминая о сочинении песни, назвал её «просто биографическим описанием».
Ринго Старр, попросив Элтона Джона сочинить песню для его альбома, сказал, что хотелось бы, чтобы она была «приятной и коммерчески успешной». Элтон Джон вспоминал: «Берни написал действительно очень простой текст, очень подходящий для Старра, а я попытался написать столь же простую, но хорошую мелодию для него». Элтон Джон поучаствовал в записи песни, поиграв на фортепиано.
Название песни отсылает к игре в бильярде, под названием «снукер» (англ. snooker).
Кроме альбома Goodnight Vienna (1974), песня была выпущена в 1975 на синглах: в США — с «No No Song» (обе песни были обозначены как «сторона А»), в чарте синглов США Billboard Hot 100 сингл поднялся до 3-го места; в Великобритании — с би-сайдом «Oo-Wee» (авторы — Ричард Старки и Вини Понциа), сингл успеха в британском чарте не имел.

## Участники записи
- Ринго Старр — ведущий вокал, барабаны, перкуссия
- Элтон Джон — фортепиано
- Клаус Форман — бас-гитара
- Джим Келтнер — барабаны
- Robbie Robertson — гитара
- Джеймс Ньютон Ховард — синтезатор
- Trevor Lawrence, Steve Madaio, Bobby Keyes, Chuck Finley — духовые инструменты
- Clydie King, Linda Lawrence, Joe Greene — бэк-вокал

(дается по)